# Conte di Zante
Il titolo di Conte di Zante fu utilizzato dai conti di Cefalonia e Zante a partire dal 1204 al 1479.

## Conti di Zante
Famiglia Orsini:
- Matteo I di Cefalonia (inizi del XIII secolo), ma possedimento diretto della corona di Sicilia
- Riccardo II Orsini (1260-1303)
- Giovanni I Orsini (1303-1317)
- Nicola Orsini (1317-1318)
- Giovanni d'Epiro (1318-1335), titolare, ma rivendicato come possedimento diretto dei sovrani angioini di Napoli
- Niceforo Orsini (1335 – 1358), titolare, ma rivendicato come possedimento diretto dei sovrani angioini di Napoli

Famiglia Tocco:
- Guglielmo II Tocco (1358) associato con Niceforo II Orsini
- Leonardo I Tocco (1358-1381)
- Carlo I Tocco (1381-1429)
- Maddalena Buendelmonti (1381-1388) reggente di Carlo I Tocco
- Leonardo II Tocco (1414-1415) associato al trono con Carlo I Tocco
- Carlo II Tocco (1429-1448)<
- Leonardo III Tocco (1448-1479) (1482-1500) dal 1500 fino al 1503 rivendicatore del titolo di conte di Cefalonia.